# Pawlo Jakowenko
Pawlo Jakowenko (ukrainisch Павло Олександрович Яковенко, russisch Павел Александрович Яковенко; * 19. Dezember 1964 in Nikopol, Ukrainische SSR) ist ein ehemaliger sowjetisch-ukrainischer Fußballspieler und aktueller Fußballtrainer.
Jakowenko startete seine Karriere als Fußballspieler 1981 in der Mannschaft von Metalist Charkiw. Im Jahr 1982 wechselte er zu Dynamo Kiew und wurde mit dieser Mannschaft in den folgenden Jahren dreimal sowjetischer Meister und dreimal sowjetischer Pokalsieger. In der Saison 1985/86 gewann er mit Dynamo auch den Europacup der Pokalsieger.
Für die Sowjetische Nationalmannschaft spielte Jakowenko zwischen 1986 und 1990 insgesamt 19-mal und erzielte ein Tor. Er nahm an der Weltmeisterschaft 1986 in Mexiko teil, bei diesem Turnier kam der Mittelfeldspieler dreimal zum Einsatz und erzielte im Spiel gegen Ungarn auch sein einziges Tor für die Nationalmannschaft.
Aufgrund von mehreren Verletzungen kam Jakowenko nach 1988 nur noch sporadisch zu Einsätzen in der Stammelf von Dynamo Kiew und in der Nationalmannschaft. Im Jahr 1992 wechselte er nach Frankreich zum FC Sochaux, verletzungsbedingt kam er aber auch dort nur selten zum Einsatz und beendete zu Beginn der Saison 1993/94 seine aktive Karriere.
Ab 1994 trainierte Jakowenko zunächst unterklassige ukrainische und russische Vereine, unter anderem den FK Elista. Ab dem Jahr 2000 trainierte er die ukrainische U-19 und ab 2002 die ukrainische U-21-Nationalmannschaft.
Zwischen 2004 und 2007 war Jakowenko Cheftrainer mehrerer Vereine der russischen Premjer-Liga, so trainierte er den FK Chimki, FK Kuban Krasnodar und den FK Rostow.
Seit dem Jahr 2008 ist Pawel Jakowenko wieder für die ukrainische U-21-Nationalmannschaft verantwortlich.
Sein Sohn Oleksandr (* 1987) ist ukrainischer Nationalspieler.